# Empezar desde cero Tour
Empezar desde cero Tour o Empezar desde cero World Tour es la cuarta gira musical realizada por el grupo mexicano RBD para promocionar su sexto álbum de estudio Empezar desde cero (2007).
El tour recorrió América del Norte, América del Sur y Europa, a mitad de dicha gira se anunció la separación de la agrupación, dando comienzo a su Tour del Adiós.
En esta gira el grupo grabó su quinto DVD titulado Live in Brasilia, un espectáculo gratuito en dicha ciudad en el que asistieron más de 500 000 personas. Hasta ese momento el concierto más multitudinario de RBD.

## Antecedentes y presentaciones

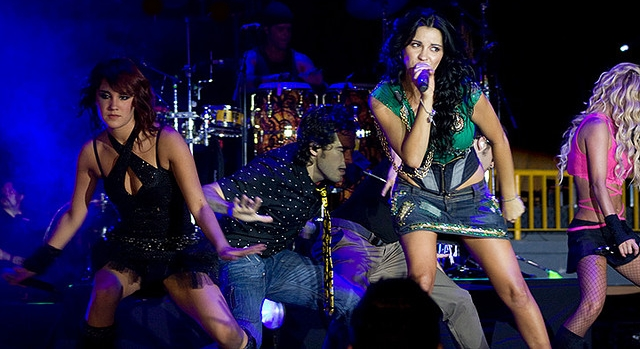
Dulce María, Alfonso, Maite y Anahí

En febrero de 2008 dan comienzo a su cuarta gira mundial Empezar Desde Cero Tour, comenzó en Hidalgo, Texas, en el Dodge Arena. A finales de 2007, su Tour Celestial en Estados Unidos fue reprogramado hasta febrero de 2008 y pasó a formar parte de su nueva gira, Empezar desde cero Tour. En Estados Unidos se realizó un tour especial llamado "Empezar desde Cero USA Tour" que recorrió diecisiete ciudades en dicho país, "La Nueva Banda Timbiriche" fue su acto de apertura en los EE. UU. La gira se lleva a cabo en los Estados Unidos, México, Chile, Argentina, Paraguay, Brasil, España, Eslovenia, Serbia, República Dominicana, Rumanía y muchos otros países de América del Sur, y Europa.

### Separación

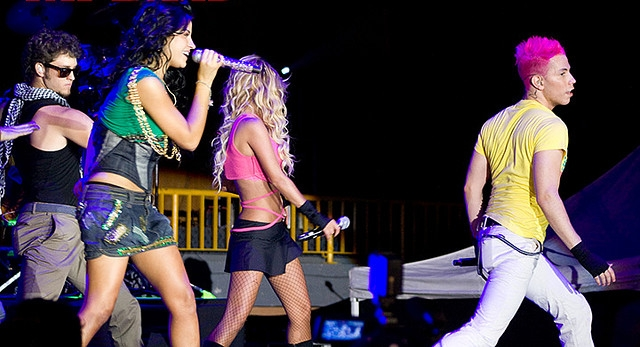
La agrupación durante uno de sus shows en Rumania.

En medio de dicha gira el grupo anunció su separación oficial justo antes del concierto de Madrid. En agosto de 2008 se publicó un comunicado de prensa en el sitio oficial de la agrupación anunciando su separación, expresando «Hemos realizado juntos un sueño que jamás imaginamos podríamos lograr, cantamos, lloramos y reímos con nuestras canciones a lo largo del mundo y ante millones de personas», agregando «Hemos dejado una huella imborrable en las vidas de millones de personas... ¡Nuestros queridos fans! Ustedes han marcado nuestra vida de una manera inigualable; los llevaremos en nuestro corazón por siempre. Todo gran proyecto necesita transformarse para trascender y hoy nosotros estamos iniciando ese proceso».
El productor Pedro Damián explicó que la separación fue un consenso entre todos los que estuvieron involucrados en el proyecto musical. El 1 de noviembre de 2008 dieron comienzo a su última gira mundial, titulada Tour del Adiós. Anahí, una de las integrantes del grupo, decidió convocar una marcha en contra de la separación de la agrupación, expresó que era muy pronto y que sentía un profundo dolor por dicho suceso, y aclaró que entre la agrupación sólo hay una fuerte hermandad y no conflictos.

## Recepción

### Desempeño comercial
El 19 de abril de 2008 se presentan en Bolivia, reuniendo más de 21 mil espectadores.
RBD se presentó en Brasil ante más de 500 000 personas, rompiendo el récord de los Rolling Stones. Logrando la entradas agotadas en los seis conciertos otorgados en dicho país, 12 mil personas en Río de Janeiro, 16 mil espectadores, durante tres noches seguidas en Sao Paulo, otras 8 mil personas se reunieron en Manaus y 14 mil se dieron cita en Brasilia. El 7 de junio de 2008, la revista Billboard reportó que en los conciertos otorgados el 10 y 11 de mayo en Sao Paulo hubo una asistencia de 13 874 personas, ambos agotados, recaudando US$1 325 916. A su vez, en el concierto otorgado el 9 de mayo en el HSBC en Río de Janeiro, la asistencia fue 9844 personas con una recaudación de US$ 690 108.
En septiembre, se realizó una serie de conciertos en Eslovenia, las entradas de sus dos conciertos programados se agotaron en sólo treinta minutos, rompiendo récords de ventas.
Poll Star dio a conocer los 100 mejores conciertos vendidos en el año a mediados de 2008, RBD llegó en el número 49 con 166 839 entradas vendidas desde enero del 2008 hasta junio del mismo año. Las ventas del tercer trimestre de Poll Star clasificó a RBD en el número 48 en el top 100 con 301 015 entradas vendidas desde enero de 2008 hasta septiembre del 2008. Las ventas finales de Pollstar desde enero del 2008 hasta diciembre del 2008 demostraron que RBD tuvo un total de 367 346 entradas vendidas para el 2008. RBD logró 4 4 millones de dólares en ventas de entradas según North American dates.

### Crítica
El sitio Solid Show reseñó sobre la presentación del grupo en dicho evento, argumentando «comenzaron su espectáculo de coreografías modernas y atrevidas con los ritmos protagonistas de Rebelde. Sencillo que hizo agitar a un público de niños y adolescentes fanáticos que destilaban emoción y sudor».

## Banda

### Miembros de la banda acompañante
| - Charly Rey — Guitarra - Eddie Tellez — Teclado y Piano - Gonzalo Velázquez — Guitarra y Viola | - Guido Laris — Bajo, Dirección musical y vocalista - Luis Emilio "Catire" Mauri — Percusión - Mauricio Bicho Soto Lartigue — Batería |

### Apertura
- La Nueva Banda Timbiriche (solo en Estados Unidos)

## Repertorio
1. "Fui la niña"
2. "Money, money"
3. "Me voy"
4. "Ser o parecer"
5. "Dame"
6. "Hoy que te vas"
7. Medley 1: "Tenerte y quererte" / "Un poco de tu amor" / "Otro día que va" / "Sólo quédate en silencio"
8. "Inalcanzable"
9. "I wanna be the rain"
10. "Bésame sin miedo"
11. Medley 2: "Este corazón" / "A tu lado"
12. "Sálvame"
13. "Y no puedo olvidarte"
14. "Light up the world tonight"
15. "No pares"
16. "Te daria todo"
17. "Empezar desde cero"
18. Medley 3: "No digas nada" / "Si no estás aquí" / "El mundo detrás" / "Sueles volver"
19. "Extraña sensación"
20. "Celestial"
21. "Aún hay algo"
22. "Tras de mí"
23. "Rebelde"

| Observaciones |
| --- |
| - "Hoy que te vas" fue cantada sólo el 15 de febrero de 2008 en Hidalgo. - "Light up the world tonight" fue cantada a partir del 21 de agosto de 2008. - "Extraña sensación" fue cantada hasta el 21 de julio de 2008, sustituida por "Te daría todo". - "Wanna play?" fue cantada solamente el 27 de abril de 2008 en Antofagasta sustituyendo a "Salvame" |

## Fechas
| Fechas                   | Ciudad                   | País                 | Lugar                                                            | Notas              |
| ------------------------ | ------------------------ | -------------------- | ---------------------------------------------------------------- | ------------------ |
| América del Norte        |                          |                      |                                                                  |                    |
| 15 de febrero de 2008    | Hidalgo                  | Estados Unidos       | Dodge Arena                                                      |                    |
| 16 de febrero de 2008    | Dallas                   | Estados Unidos       | American Airlines Center                                         |                    |
| 17 de febrero de 2008    | Laredo                   | Estados Unidos       | Laredo Entertainment Center                                      |                    |
| 1 de marzo de 2008       | Las Vegas                | Estados Unidos       | Orleans Arena                                                    |                    |
| 2 de marzo de 2008       | Los Ángeles              | Estados Unidos       | Nokia Theatre                                                    |                    |
| 7 de marzo de 2008       | Charlotte                | Estados Unidos       | Cricket Arena                                                    |                    |
| 9 de marzo de 2008       | Miami                    | Estados Unidos       | American Airlines Arena                                          |                    |
| 14 de marzo de 2008      | Newark                   | Estados Unidos       | Prudential Center                                                |                    |
| 15 de marzo de 2008      | Washington D. C.         | Estados Unidos       | DC Armory                                                        |                    |
| 16 de marzo de 2008      | Chicago                  | Estados Unidos       | Allstate Arena                                                   |                    |
| 28 de marzo de 2008      | Tucson                   | Estados Unidos       | Casino Del Sol                                                   |                    |
| 29 de marzo de 2008      | Sacramento               | Estados Unidos       | Arco Arena                                                       |                    |
| 30 de marzo de 2008      | El paso                  | Estados Unidos       | Don Haskins Center                                               |                    |
| 3 de abril de 2008       | Bakersfield              | Estados Unidos       | Rabobank Arena                                                   |                    |
| 4 de abril de 2008       | San José                 | Estados Unidos       | HP Pavilion                                                      |                    |
| 5 de abril de 2008       | San Bernardino           | Estados Unidos       | Hyundai Pavilion                                                 |                    |
| 6 de abril de 2008       | San Diego                | Estados Unidos       | Coors Amphitheatre                                               |                    |
| 11 de abril de 2008      | Santo Domingo            | República Dominicana | Palacio De Los Deportes Virgilio Travieso Soto                   |                    |
| 13 de abril de 2008      | San Juan                 | Puerto Rico          | José Miguel Agrelot Coliseum                                     |                    |
| América del Sur          |                          |                      |                                                                  |                    |
| 19 de abril de 2008      | Santa Cruz               | Bolivia              | Estadio Ramón Tahuichi Aguilera                                  |                    |
| 21 de abril de 2008      | Brasilia                 | Brasil               | Esplanada Dos Ministerios - (Grabación del DVD Live in Brasilia) |                    |
| 25 de abril de 2008      | Asunción                 | Paraguay             | Estadio Defensores Del Chaco                                     |                    |
| 26 de abril de 2008      | Santiago                 | Chile                | Estadio Nacional De Chile                                        |                    |
| 27 de abril de 2008      | Antofagasta              | Chile                | Estadio Sokol De Antofagasta                                     | Anahi no participó |
| 9 de mayo de 2008        | Río de Janeiro           | Brasil               | HSBC Arena                                                       |                    |
| 10 de mayo de 2008       | Sao Paulo                | Brasil               | Via Funchal                                                      |                    |
| 11 de mayo de 2008       | Sao Paulo                | Brasil               | Via Funchal (14:00h) Via Funchal (20:00h)                        |                    |
| 14 de mayo de 2008       | Manaus                   | Brasil               | Studio 5                                                         |                    |
| 17 de mayo de 2008       | Belo Horizonte           | Brasil               | Mineirinho                                                       |                    |
| América del Norte        |                          |                      |                                                                  |                    |
| 30 de mayo de 2008       | Austin                   | Estados Unidos       | Travis County Expo Center                                        |                    |
| 20 de julio de 2008      | Cd. del Carmen, Campeche | México               | Explanada del Domo del Mar                                       | Maite no participó |
| 23 de julio de 2008      | Ciudad de México         | México               | Roots Magic Club                                                 |                    |
| Europa                   |                          |                      |                                                                  |                    |
| 21 de agosto de 2008     | Madrid                   | España               | Palacio de Los Deportes                                          | Maite no participó |
| 25 de agosto de 2008     | Barcelona                | España               | Palau Sant Jordi                                                 | Maite no participó |
| 4 de septiembre de 2008  | Liubliana                | Eslovenia            | Hala Tivoli                                                      | Maite no participó |
| 5 de septiembre de 2008  | Liubliana                | Eslovenia            | Hala Tivoli (13:00h)                                             | Maite no participó |
| 5 de septiembre de 2008  | Liubliana                | Eslovenia            | Hala Tivoli (19:30h)                                             | Maite no participó |
| 6 de septiembre de 2008  | Bucarest                 | Rumania              | Sala Polivalenta                                                 |                    |
| 7 de septiembre de 2008  | Belgrade                 | Serbia               | Belgrade Arena                                                   | Maite no participó |
| América del Sur          |                          |                      |                                                                  |                    |
| 13 de septiembre de 2008 | Barquisimeto             | Venezuela            | Arena Plaza Ferial                                               | Maite no participó |
| 14 de septiembre de 2008 | Caracas                  | Venezuela            | Poliedro de Caracas                                              | Maite no participó |
| 4 de octubre de 2008     | Puerto Ordáz             | Venezuela            | Polideportivo Cachamay                                           |                    |

Cancelaciones y reprogramación de shows
| Fechas               | Ciudad/País                    | Locación                   | Razón / Información adicional |
| -------------------- | ------------------------------ | -------------------------- | ----------------------------- |
| 23 de agosto de 2008 | Santiago de Compostela, España | Pabellón Multiusos del Sar | Cancelado                     |

## Premios y nominaciones
| Año  | Ceremonia        | Categoría             | Resultado | Ref.   |
| ---- | ---------------- | --------------------- | --------- | ------ |
| 2008 | Premios Juventud | Mi concierto favorito | Nominados | [ 17 ] |